# ديفيد كورت (لاعب كريكت)
ديفيد كورت (1 نوفمبر 1980 في المملكة المتحدة - )  (بالإنجليزية: David Court)‏ هو لاعب كريكت بريطاني. لعب مع Devon County Cricket Club ‏.

## وصلات خارجية
- ديفيد كورت على موقع إي آس بي آن كريك إنفو (الإنجليزية)